# Strandiana longipennis
Strandiana longipennis är en insektsart som först beskrevs av Victor Lallemand 1924.  Strandiana longipennis ingår i släktet Strandiana och familjen spottstritar. Inga underarter finns listade i Catalogue of Life.